# روبيو
بلدية روبِِيُو (بالكاتالانية: Rubió) هي إحدى بلديات مقاطعة برشلونة، والتي تقع في منطقة كاتالونيا، شرق إسبانيا.
يبلغ عدد سكانها 161 نسمة وفقاً لإحصائية سنة (2007).

## أعلام
- جوزيف سميث+